# NGC 3549
NGC 3549 (również PGC 33964 lub UGC 6215) – galaktyka spiralna (Sc), znajdująca się w gwiazdozbiorze Wielkiej Niedźwiedzicy. Odkrył ją William Herschel 12 kwietnia 1789 roku. Jest to galaktyka z aktywnym jądrem typu LINER.